# Chaetolepis perijensis
Chaetolepis perijensis är en tvåhjärtbladig växtart som beskrevs av John Julius Wurdack. Chaetolepis perijensis ingår i släktet Chaetolepis och familjen Melastomataceae.
Artens utbredningsområde är Colombia. Utöver nominatformen finns också underarten C. p. glandulosa.